# Душан Симович
Душан Симович (на сръбски: Душан Симовић) е сръбски офицер, югославски военачалник – армейски генерал, началник на Генералния щаб, министър на войната, а до навършване на пълнолетие от крал Петър II – председател на Държавния съвет и началник на Генералния щаб на Кралство Югославия.

## Биография
Завършва Военната академия в Белград през 1900 г. с чин подпоручик от артилерията. През 1905 г. завършва офицерския курс, а през 1912 – и генералщабния курс на академията. Взима участие в Балканските войни и Първата световна война. На Солунския фронт командва 7 пехотен сръбски полк. Там проявява интерес към въздухоплаването и зенитната артилерия, които са още на експериментално ниво на прилагане при бойните действия. След войната се посвещава изцяло на авиацията.
През 1936 г. е назначен на поста главнокомандващ Военновъздушните сили на Кралство Югославия, заменяйки на поста генерал Милутин Недич. От 1938 г. е произведен в чин генерал от военновъздушните сили, а от май същата година е началник на Генералния щаб на югославската кралска армия. Душан Симович е противник на военното обвързване на Югославия с Германия (даже с цената на нов Солунски фронт), поради което му се противопоставя със сила, извършвайки държавен преврат. Преди и след подписване на Тристранния пакт от Югославия е отстранен от длъжността началник на Генералния щаб, на който пост е назначен като негов заместник генерал Петър Косич.
На 27 март 1941 г. с подкрепата на верни сръбски генерали и военновъздушните части на кралството извършва военен преврат, сваляйки от власт правителството на Драгиша Цветкович. След преврата генерал Симович поема поста премиер-министър. Това води до т.нар. Априлска война, вследствие от която Югославия е тотално разгромена и на краля на Югославия и Душан Симович се налага да бяга през Гърция в Лондон. Остава на поста премиер в проанглийското югославско правителство в изгнание до т.нар. Каирска афера. През 1945 г. се завръща в Югославия, подкрепяйки новата Титова власт и съдействайки за осъждането на Дража Михайлович. До края на живота си пише мемоари и живее в Белград.